# 메리 매컬리스
메리 패트리샤 매컬리스(영어: Mary Patricia McAleese, 아일랜드어: Máire Pádraigín Mhic Ghiolla Íosa 마러 파드라긴 므힉 기얼라 이사, 1951년 6월 27일 ~ )는 아일랜드의 여성 정치인이다. 1997년부터 2011년까지 대통령을 지냈다.
북아일랜드의 벨파스트의 로마 가톨릭교회 집안에서 태어났으나, 매컬리스 대통령의 종교는 아일랜드 성공회(아일랜드 교회)이다. 그래서 성공회 신자인 매컬리스 대통령이 로마 가톨릭교회 미사에 참여하자, 아일랜드에서는 매컬리스 대통령의 영성체 신학의 성변화 논쟁이 벌어지기도 했는데, 이는 아일랜드의 종교 갈등이 대통령의 신학을 물을 정도로 뿌리깊음을 보여준다. 벨파스트의 퀸스 대학교를 졸업하고 변호사 자격을 얻었으며, 1975년 더블린의 트리니티 대학교의 법학 교수가 되었다. 1997년 버티 어헌 총리의 권유로 피아나페일 당 대통령 후보로 출마하여 당선되었다. 매컬리스는 북아일랜드 출신의 아일랜드 공화국 대통령으로, 북아일랜드 평화를 위한 적극적인 활동을 하였다. 2004년 선거에서는 단독 입후보하여 무투표로 재선되었다. 2005년 대한민국을 방문하여 노무현 대통령과 정상 회담을 했고, 이화여대에서 명예 박사학위를 받았다.
{{아일랜드의 대통령
|전임자 = 메리 로빈슨
|후임자 = 마이클 D. 히긴스
|대수 = 8
|임기 = 1997년 11월 11일 ~ 2011년 11월 10일
}}